# Старолеушковское сельское поселение
Старолеушковское сельское поселение — муниципальное образование в составе Павловского района Краснодарского края России. 
В рамках административно-территориального устройства Краснодарского края ему соответствует Старолеушковский сельский округ.
Административный центр — станица Старолеушковская.

## География
Площадь поселения — 220,95 км².

## Население
| 2010  | 2012  | 2013  | 2014  | 2015  | 2016  | 2017  |
| ----- | ----- | ----- | ----- | ----- | ----- | ----- |
| 5896  | ↘5881 | ↗5922 | ↗5996 | ↗6023 | ↘5987 | ↗6000 |
| 2018  | 2019  | 2020  | 2021  | 2023  |       |       |
| ↘5947 | ↘5878 | ↘5808 | ↗5919 | ↘5756 |       |       |

## Населённые пункты
В состав сельского поселения (сельского округа) входят 2 населённых пункта:
| № | Населённый пункт | Тип населённого пункта | Население (чел.) |
| - | ---------------- | ---------------------- | ---------------- |
| 1 | Старолеушковская | станица                | ↗5301            |
| 2 | Украинская       | станица                | ↘618             |

## Экономика
Основа экономики — сельское хозяйство. Личных подсобных хозяйств в станице Старолеушковской — 2084, в станице Украинской — 307; площадь, занимаемая ими, составляет соответственно — 656 га и 131 га.
Ранее имелся Колхоз-Племзавод «Россия», который занимал площадь 17722 га, с числом работающих 1350 человек. В хозяйстве имелось 40 подразделений, направления — растениеводство и животноводство. Кооператив имел единственную в районе ферму, где содержались высокопродуктивные голландские нетели. 
1957 год - апрель 1992 год. Колхоз «Советская Россия».
Апрель 1992 года - май 2003 года. Колхоз-Племзавод «Россия».
Май 2003 года - сентябрь 2011 года. Сельскохозяйственный производственный кооператив «Россия».
Сентябрь 2011 года - май 2012 года. ЗАО «Им.Гармаша.И.И.».
С  мая 2012 года. предприятие «им. Гармаша И.И.» АО фирмы «Агрокомплекс» им.Н.И.Ткачева